# (32624) 2001 RQ44
2001 RQ44 (asteroide 32624) é um asteroide da cintura principal. Possui uma excentricidade de 0.17606730 e uma inclinação de 3.25122º.
Este asteroide foi descoberto no dia 12 de setembro de 2001 por NEAT em Palomar.